# Soviet Militar Revolucionari

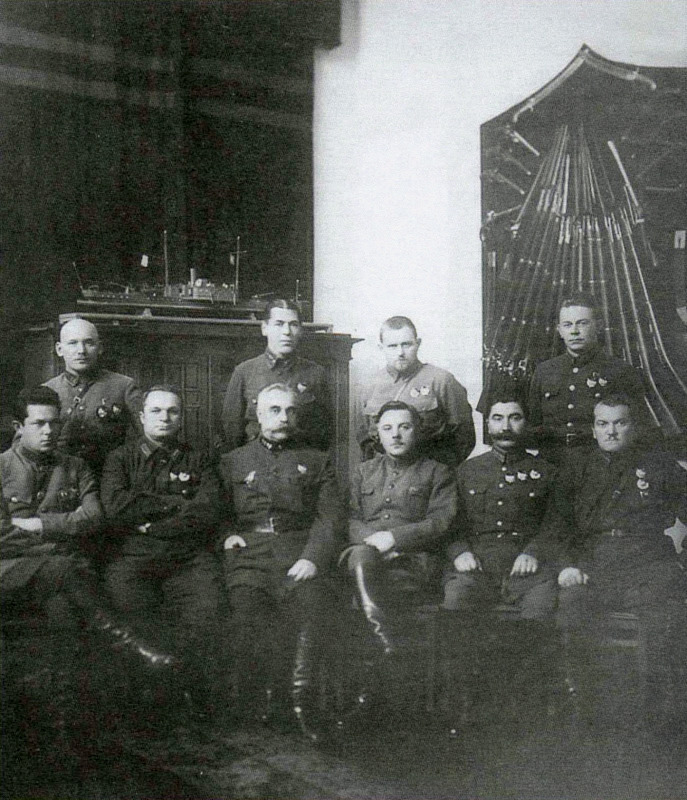
Membres del Revvoensoviet (Soviet Militar Revolucionari) de l'URSS (d'esq. a dreta.). Asseguts: I. Iakir, A. Iegórov, S. Kàmenev, K. Voroixílov, S. Budionni, M. Levandovski. Dempeus: K. Avkséntievski, B. Xàpoixnikov, I. Belov, I. Uborévitx. Desembre del 1927.

Soviet Militar Revolucionari o Revvoensoviet o RVS (rus: Революционный Военный Совет o Реввоенсовет o РВС), també traduït com a Consell Militar Revolucionari, va ser la suprema autoritat militar a la Rússia soviètica entre 1918 i 1934. Es va instituir per decret del Comitè Executiu Central Panrús (VTsIK) el 2 de setembre de 1918 (conegut com a "Decret sobre la Declaració de la República Soviètica al Camp Militar ").
No s'ha de confondre amb el Comitè Revolucionari Militar (CRM) o Voenrevkom o VRK (rus: Военно-революционный комитет o Bоенревком o ВРК), creat pel Soviet de Petrograd el 29 d'octubre del 1917 de 1917, que va dirigir la Revolució d'octubre i que va proclamar l'enderrocament del Govern Provisional Rus. Va ser dissolt el 5 de desembre del mateix any.

## Antecedents
Fins a aquell moment hi havia dues autoritats militars, dissoltes el 30 de setembre de 1918: 
- El Soviet Suprem Militar (rus: Высший военный совет)
- El Departament Operatiu del Comissari del Poble per a Assumptes Militars (rus: Оперативный отдел Народного комиссариата по военным делам).

## Història

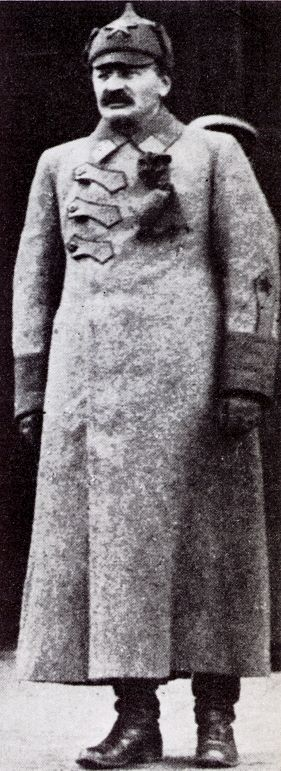
Lev Trotski va ser el primer President del Soviet Militar Revolucionari. 1919

El Soviet Militar, antecessor del Revvoensoviet, s'estableix el 13 de juny de 1918, a fi i efecte de dirigir l'oposició a l'aixecament de les tropes txeques a Sibèria que, en endavant, es dirà Front Oriental de la Guerra Civil Russa. La seva tacas inicial va ser la formació de tropes i la seva direcció.

## Organització
Es crea el Revvoensoviet de la República per decret del VTsIK el 2 de setembre de 1918,i es posen tots els fronts i organitzacions militars sota el comandament únic del Revvoensoviet. Aquest absorbeix les funcions del Soviet Suprem Militar i del Departament Operatiu del Comissari del Poble per a Assumptes Militars. Temporalment assumeix les del Comissariat Militar per a assumptes marítims dissolt el 23 de desembre de 1918, però restablert al juny de 1919.
El Revvoensoviet estigué constituït per almenys 3 membres, un president i dos membres polític-militars, sent d'ells:
- El president del Revvoensoviet.
- Glavkom (rus: Главком) - Comandant en Cap com a comandament militar suprem únic, encarregat del comandament estratègic i operativa militar, únicament subordinat al president del Revvoensoviet.

El president del Revvoensoviet era el Comissari del poble per a l'Exèrcit i l'Armada, nomenat pel VTsIK. Els membres del Revvoensoviet eren triats pel VTsIK, i ratificats pel Consell de Comissaris del Poble o Sovnarkom.
En el ple del Comitè Central del Partit de maig de 1919, s'introdueixen en la composició del Revvoensoviet representants dels fronts, exèrcits i organitzacions locals del partit.
Després de dirigir la formació d'unitats militars, el Revvoensoviet va jugar un important paper en la creació de l'Exèrcit Roig com a exèrcit regular, així com l'administració de tropa en els diferents fronts.
El primer president del Revvoensoviet va ser Lev Trotski, i el primer Glavkom (Comandant en Cap) va ser Ioakim Vatsetis dels Fusellers Letons Rojos, que fou substituït al juliol de 1919 per Serguei Kàmenev (1919 - 1924).

## Superior jeràrquic
Després de la creació del Revvoensoviet, el 30 de novembre de 1918 s'estableix el Soviet de Treball i Defensa encapçalat per Lenin, i constituït per les següents persones:
- President del Soviet de Treball i Defensa, lloc ocupat per Lenin
- El president del Revvoensoviet, ja inicialment ocupat per Trotski.
- El representant del VTsIK, ja inicialment ocupat per Stalin
- Alguns "Narkom" (Narodni Komissar - Comissari del poble)

La seva funció era la de mobilització de recursos del país en suport de la defensa.

## Missions
D'acord amb les directives del Comitè Central del Partit Comunista, s'encarregava de:
- Formació de les Forces Armades Soviètiques
- Desenvolupament dels plans de defensa de la República, i la seva presentació al Comitè Central.
- Direcció de les forces militars
- Organització d'aprovisionaments i subministraments
- Formació dels diferents nivells de l'administració militar
- Formació i instrucció militar
- Formació d'estats majors

El Revvoensoviet tenia completa independència en la resolució de necessitats estratègiques immediates.

## Altres organismes militars
Per al compliment de les seves missions, tenia subordinats una sèrie d'organismes, entre d'altres:
- L'Estat Major de Camp del Revvoensoviet fins al 1921 proporcionava a les activitats del Revvoensoviet el suport logístic per a les activitats militars. A partir d'aquell any és incorporat a l'Estat major de l'Exèrcit Roig.
- Buró Panrús de Comissaris Militars (després anomenat Departament Polític i Administració Política del Revvoensoviet.
- Administració del Revvoensoviet
- Inspecció Militar Suprema
- Administració Central de Subministraments
- Divisió marítima
- Tribunal Militar Revolucionari
- Soviet Legislatiu Militar

## Membres del Revvoensoviet

### Presidents
- Lev Trotski (Л. Д. Троцкий) de setembre 1918 - gener 1925
- Mikhaïl Frunze (М. В. Фрунзе) de gener a octubre de 1925
- Kliment Voroixílov (К. Е. Ворошилов) de novembre de 1925 a juny de 1934

### Vicepresidents
- E.M. Sklianski (Э. М. Склянский) (1918-24),
- M.V. Frunze (М. В. Фрунзе) (1924-25),
- I.S. Únshlikht (И. С. Уншлихт) (1925-30),
- M.M. Laixévitx (М. М. Лашевич) (1925-27),
- S.S. Kàmenev (С. С. Каменев) (1927-34),
- I.B. Gamárnik (Я. Б. Гамарник) (1930-34),
- I.P. Uborévitx (И. П. Уборевич) (1930-31),
- M.N. Tukhatxevski (М. Н. Тухачевский) (1931-34);

### Comandant en Cap de les Forces Armades de la República
- Ioakim Ioakímovitx Vatsetis (6 de setembre de 1918 a 8 de juliol de 1919)
- Serguei Kàmenev (8 juliol 1919 a 28 d'abril de 1924)

### Altres membres
La pertinença al Revvoensoviet va ser inconstant, a excepció del president, vicepresident i Glavkom, i va oscil·lar entre 2 a 13 persones. Al llarg del funcionament del Revvoensoviet va tenir 52 membres, entre els quals es trobaven: Vladímir Antónov-Ovséienko (В. А. Антонов-Овсеенко), A.S. Búbnov, (А. С. Бубнов), S.M. Budionni (С. М. Будённый), S.I. Gússev (С. И. Гусев), K. J. Danixevski (К. Х. Данишевский), A.I. Iegórov (А. И. Егоров), K.S. Iereméiev (К. С. Еремеев), P.A. Kobozev (П. А. Кобозев), D.I. Kurski (Д. И. Курский), A.F. Miasnikov (А. Ф. Мясников), K.A. Mekhonoixin (К. А. Мехоношин), V. I. Nevski (В. И. Невский), G.K. Ordjonikidze (Г. К. Орджоникидзе), N.I. Podvoiski (Н. И. Подвойский), I.V. Stalin (И. В. Сталин), R.P. Eideman (Р. П. Эйдеман), K.K. Iureniov (К. К. Юренёв), Iona Iakir (И. Э. Якир) i vint persones més.

## Època posterior a la Guerra Civil Russa
El 28 d'agost de 1923 canvia el nom de "Revvoensoviet de la República", pel de "Revvoensoviet de l'URSS".
Va ser abolit el 20 de juny de 1934, i fou substituït al novembre de 1934 pel Narkomat (Comissariat del Poble) de la Defensa (Наркомат обороны, Narkomat Oboroni), que es constituí com un òrgan consultiu de 80 membres. Es dissolgueren al mateix temps tots els soviets Militars dels Districtes (Ókrugs), Exèrcits, Flotes i Fronts. Al maig de 1937 van ser restablerts tots ells.
Al març de 1938 es constitueix la "Prefectura del Soviet Militar de l'Exèrcit Roig", i a l'abril de 1938 es crea la "Prefectura del Soviet Militar de la Flota de Guerra". Amb l'esclat de la Segona Guerra Mundial s'estableixen Soviets Militars en cadascun dels fronts de guerra, es declara la llei marcial i es transfereixen als Soviets tots els poders de l'estat.
El gener de 1947 es van transformar en òrgans consultius dels comandaments de les unitats, exèrcits, districtes militars i flotes.
El 1950 el Soviet Militar es converteix en un òrgan col·legiat, i en 1958 està compost per un president, que normalment coincidia amb el cap de l'administració política de l'administració territorial, el secretari del Comitè Central del Partit Comunista de la república o territori, el vicepresident, el cap d'estat major, etc.